# Edwin Colpitts
Edwin Henry Colpitts (Albert County (New Brunswick), 19 januari 1872 – 6 maart 1949) was een Canadees elektrotechnicus en pionier op het gebied van de telecommunicatie. Hij is vooral bekend van zijn uitvinding van de Colpitts-oscillator.

## Biografie
Na zijn opleiding aan de Mount Allison University was hij leraar en schoolhoofd in Newfoundland. Later ging hij naar Harvard waar hij natuur- en wiskunde studeerde. In 1897 behaalde hij zijn master. Na twee jaar als onderzoeksassistent gewerkt te hebben op Harvard accepteerde hij in 1899 een baan bij de American Bell Telephone Company. In 1907 ging hij aan de slag bij Western Electric.
In 1915 verbeterde hij de inductief gekoppelde oscillator van zijn collega Ralph Hartley door een capacitieve spanningsdeler toe te passen. In 1920 verkreeg hij octrooi op zijn Oscillation Generator.
In 1925 werd Western Electric onderdeel van de Bell Laboratories. Toen Colpitts met pensioen ging was hij opgeklommen tot vicepresident van Bell Labs. Gedurende de Tweede Wereldoorlog werkte hij voor de Amerikaanse overheid aan de ontwikkeling van sonar-apparatuur.

## Publicaties
- E.H. Colpitts en O.B. Blackwell, Carrier Current Telephony and Telegraphy, Journal AIEE, vol. 40, no. 4, April 1921, 301-315; no. 5, Mei 1921, 410-421; no. 6, Juni 1921, 519-526.